# Saint-Gervais-sur-Mare

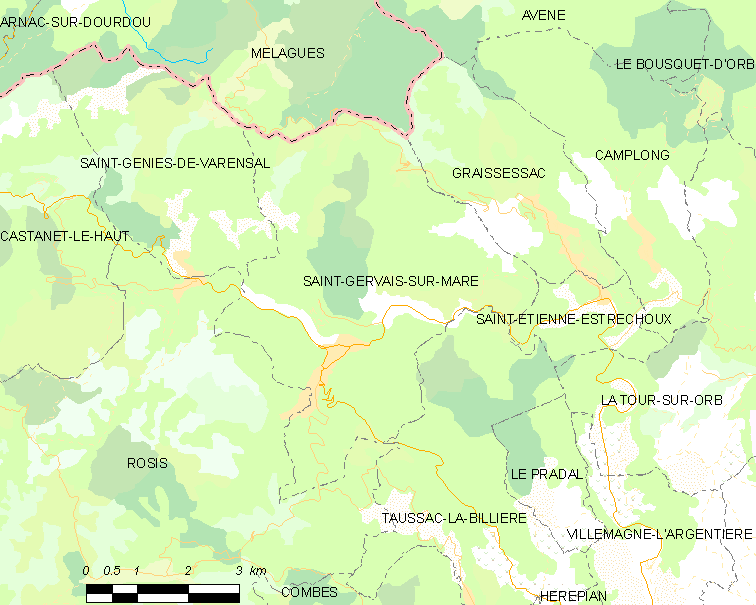
Mapa

Saint-Gervais-sur-Mare es una localidad y comuna francesa, situada en el departamento francés de Hérault y la región de Occitania.

## Demografía
| 1096 | 873 | 860 | 859 | 813 | 789 | 859 |
| Para los censos de 1962 a 1999 la población legal corresponde a la población sin duplicidades (Fuente: INSEE [Consultar]) |     |     |     |     |     |     |

(Población sans doubles comptes según la metodología del INSEE).

## Lugares de interés
- Iglesia parroquial Saint Gervais et Saint Protais de estilo románico.
- Capilla Pénitents Blancs (retablo del siglo XVII)
- Capilla Notre Dame de Lorette
- Capilla St Barthélémy
- Puente románico con tres arcos
- Ruinas de la antigua Iglesia Saint Pierre de Neyran (siglo XII), de una sola nave y un ábside semicircular, castillo anexo